# هيلدا ليون (مهندسة)
هيلدا ليون (31 مايو 1896 – ت. 2 ديسمبر 1946) هي مهندسة طيران بريطانية تُعرف باختراعها «شكل ليون» – وهو عبارة عن شكل انسيابي يستعان به في تصميم هياكل السفن الهوائية والغواصات لتقليل مقاومة الموائع للحركة. وهي عضوة منتسبة في الجمعية الملكية لعلوم الطيران (ARAeS).

## مطلع حياتها وتعليمها
وُلدت هيلدا عام 1896 في أبرشية ماركت ويتون، يوركشاير. وهي الابنة الصغرى لتوماس ليون، والدها الذي كان يعمل في البقالة، ومارجاريت ليون. التحقت هيلدا بمدرسة بيفيرلي الثانوية، ثم انتقلت إلى كلية نيونهام، كامبريدج عام 1915، حيث نالت درجة البكالريوس في الرياضيات.

## عملها في مجال الطيران
وبعد تخرجها، شرعت هيلدا في دراسة مساق وزارة الطيران عن تحليل الإجهادات في هياكل الطائرات، ومن ثم حصلت على وظيفة مساعد فني. ولكنها تضجرت من تلك الوظيفة التي لم تسمح لـ«عالمة رياضيات» مثلها بالترقي لمناصب عليا، ولذلك استقالت هي وأختها من وظيفتهما وانتقل كلاهما إلى سويسرا لمدة ستة أسابيع.
وفي عام 1918 عُينت هيلدا مساعدة طيران فنية في شركة سايدلي-ديزي، ثم في شركة جورج وبارنال عام 1920.
وفي عام 1922 تقريبًا انضمت هيلدا إلى الجمعية الملكية لعلوم الطيران كعضوة منتسبة. وبداية من عام 1925، كانت عضوة في الطاقم الفني الخاص بورشة الطيران الملكي في كاردينغتون، حيث ساهمت في تطوير منطاد R101 من خلال معرفتها بعلوم الديناميكا الهوائية.
وفي عام 1930 قامت الجمعية الملكية لعلوم الطيران بتكريمها ومنحها جائزة تتويج ذكرى المنطاد R38، وذلك بفضل ورقتها البحثية: «قوة تحمل هياكل المناطيد المستعرضة». وكانت تلك أول مرة تمنح الجمعية فيها أي جائزة لامرأة.
واقتضت أعمال هيلدا أن تسافر إلى الولايات المتحدة، ثم إلى كندا، ثم إلى ألمانيا. ففي عام 1930 سافرت إلى الولايات المتحدة بعد حصولها على منحة دراسية، والتحقت بمعهد ماساتشوستس للتكنولوجيا، حيث توفرت لها فرصة استخدام نفق الرياح لأول مرة. وفي عام 1932، قدمت هيلدا أطروحتها عن «تأثير الاضطراب على مقاومة نماذج السفن الهوائية للهواء» وحصلت بذلك على درجة الماجستير. ثم انتقلت إلى غوتينغن في ألمانيا حيث اشتغلت بالأبحاث مع لودفيج براندتل في جمعية القيصر فيلهلم لتقدم العلوم.
وبعد عودتها إلى بريطانيا، قضت هيلدا بعض الوقت في منزلها كمقدمة رعاية، وذلك بينما كانت تحاول مواكبة الأبحاث العلمية عن طريق التردد على مكتبات جامعة هل وجامعة ليدز، وزيارة المعمل الوطني الفيزيائي ومؤسسة الطيران الملكي. وفي أثناء ذلك كانت تعمل على حل مشكلة الرفرفة في الهياكل المرنة، وعلى تطوير الأجنحة المرنة.
وبداية من 1937 عادت هيلدا لتعمل في مجال أبحاث الطيران بدوام كلي في مؤسسة الطيران الملكي في فانبورو بصفتها رئيسة الاستشاريين العلميين. وفي البداية كانت تعمل على دراسة شفط الهواء في الطبقة السطحية في أنفاق الرياح، ومن ثم انتقلت لتعمل في قسم الاتزان. ولاحقًا صارت رئيسة هذا القسم، وكذلك كانت عضوة في لجنة أبحاث علوم الطيران.
وتوفيت هيلدا في 2 ديسمبر عام 1946 عقب انتهائها من مهمة ما. وبعد وفاتها تم توظيف أبحاثها (ومن ضمنها شكل ليون الذي قامت بتطويره) في صناعة الغواصة الأمريكية «USS Albacore» والتي تم استخدام نموذجها الأولي في تصميم جميع الغواصات الأمريكية اللاحقة تقريبًا.

## إحياء ذكراها
نُشرت السيرة الذاتية لهيلدا ليون في 9 مايو 2019 من قِبل منظمة قاموس أوكسفورد للسير الوطنية كجزء من دعمهم للذكرى الـ100 من إنشاء مجتمع النساء للهندسة. وفي 27 يوليو 2019 تم إنشاء لافتة تذكارية زرقاء تيمنًا بهيلدا ليون، حيث عُلّقت على جدران بقالة والدها سابقًا في ماركت ويتون، يوركشاير.